# Liste der Auszeichnungen des Spielfilms Schindlers Liste
Dieser Artikel bietet eine Übersicht über die wichtigsten Prämierungen und Nominierungen bei Filmpreisen für den US-Spielfilm Schindlers Liste.

## Preise aus den Vereinigten Staaten
| Jahr | Preis                                            | Kategorie                                                          | Preisträger                                      | Resultat  |
| ---- | ------------------------------------------------ | ------------------------------------------------------------------ | ------------------------------------------------ | --------- |
| 1994 | Oscar                                            | Bester Film                                                        | Steven Spielberg, Branko Lustig, Gerald R. Molen | Gewonnen  |
| 1994 | Oscar                                            | Bester Regisseur                                                   | Steven Spielberg                                 | Gewonnen  |
| 1994 | Oscar                                            | Bestes adaptiertes Drehbuch                                        | Steven Zaillian                                  | Gewonnen  |
| 1994 | Oscar                                            | Beste Kamera                                                       | Janusz Kaminski                                  | Gewonnen  |
| 1994 | Oscar                                            | Bestes Szenenbild                                                  | Allan Starski, Ewa Braun                         | Gewonnen  |
| 1994 | Oscar                                            | Bester Schnitt                                                     | Michael Kahn                                     | Gewonnen  |
| 1994 | Oscar                                            | Beste Filmmusik                                                    | John Williams                                    | Gewonnen  |
| 1994 | Oscar                                            | Bester Hauptdarsteller                                             | Liam Neeson                                      | Nominiert |
| 1994 | Oscar                                            | Bester Nebendarsteller                                             | Ralph Fiennes                                    | Nominiert |
| 1994 | Oscar                                            | Bestes Kostümdesign                                                | Anna B. Sheppard                                 | Nominiert |
| 1994 | Oscar                                            | Bester Ton                                                         |                                                  | Nominiert |
| 1994 | Oscar                                            | Bestes Make-up                                                     |                                                  | Nominiert |
| 1994 | Golden Globe Award                               | Bester Film – Drama                                                |                                                  | Gewonnen  |
| 1994 | Golden Globe Award                               | Bester Filmregisseur                                               | Steven Spielberg                                 | Gewonnen  |
| 1994 | Golden Globe Award                               | Bestes Filmdrehbuch                                                | Steven Zaillian                                  | Gewonnen  |
| 1994 | Golden Globe Award                               | Bester Schauspieler – Drama                                        | Liam Neeson                                      | Nominiert |
| 1994 | Golden Globe Award                               | Bester Nebendarsteller                                             | Ralph Fiennes                                    | Nominiert |
| 1994 | Golden Globe Award                               | Beste Filmmusik                                                    | John Williams                                    | Nominiert |
| 1994 | Eddie Award                                      | Bester Filmschnitt                                                 | Michael Kahn                                     | Gewonnen  |
| 1994 | ASC Award                                        | Beste Kamera                                                       | Janusz Kaminski                                  | Nominiert |
| 1994 | BMI Film & TV Award                              |                                                                    | John Williams                                    | Gewonnen  |
| 1993 | Boston Society of Film Critics Award             | Bester Film                                                        |                                                  | Gewonnen  |
| 1993 | Boston Society of Film Critics Award             | Bester Nebendarsteller                                             | Ralph Fiennes                                    | Gewonnen  |
| 1993 | Boston Society of Film Critics Award             | Bester Regisseur                                                   | Steven Spielberg                                 | Gewonnen  |
| 1993 | Boston Society of Film Critics Award             | Beste Kamera                                                       | Janusz Kaminski                                  | Gewonnen  |
| 1994 | Chicago Film Critics Association Award           | Bester Film                                                        |                                                  | Gewonnen  |
| 1994 | Chicago Film Critics Association Award           | Bester Schauspieler                                                | Liam Neeson                                      | Gewonnen  |
| 1994 | Chicago Film Critics Association Award           | Bester Nebendarsteller                                             | Ralph Fiennes                                    | Gewonnen  |
| 1994 | Chicago Film Critics Association Award           | Bester Regisseur                                                   | Steven Spielberg                                 | Gewonnen  |
| 1994 | Chicago Film Critics Association Award           | Bestes Drehbuch                                                    | Steven Zaillian                                  | Gewonnen  |
| 1994 | Chicago Film Critics Association Award           | Beste Kamera                                                       | Janusz Kaminski                                  | Gewonnen  |
| 1994 | Chicago Film Critics Association Award           | Vielversprechendster Darsteller                                    | Ralph Fiennes                                    | Nominiert |
| 1994 | Cinema Audio Society Award                       | Beste Tonmischung                                                  |                                                  | Nominiert |
| 1994 | Dallas-Fort Worth Film Critics Association Award | Bester Film                                                        |                                                  | Gewonnen  |
| 1994 | Dallas-Fort Worth Film Critics Association Award | Bester Regisseur                                                   | Steven Spielberg                                 | Gewonnen  |
| 1994 | Dallas-Fort Worth Film Critics Association Award | Bester Nebendarsteller                                             | Ralph Fiennes                                    | Gewonnen  |
| 1994 | Dallas-Fort Worth Film Critics Association Award | Beste Kamera                                                       | Janusz Kaminski                                  | Gewonnen  |
| 1994 | Dallas-Fort Worth Film Critics Association Award | Bestes Drehbuch                                                    | Steven Zaillian                                  | Gewonnen  |
| 1994 | Dallas-Fort Worth Film Critics Association Award | Bester Schauspieler                                                | Liam Neeson                                      | Nominiert |
| 1994 | Directors Guild of America Award                 | Beste Regie                                                        | Steven Spielberg                                 | Gewonnen  |
| 1995 | Grammy Award                                     | Beste Instrumentalkomposition, geschrieben für Film oder Fernsehen | John Williams                                    | Gewonnen  |
| 1993 | Heartland Filmfestival                           | Truly Moving Picture Award                                         | Steven Spielberg                                 | Gewonnen  |
| 1994 | Heartland Filmfestival                           | Truly Moving Picture Award                                         | Branko Lustig                                    | Gewonnen  |
| 1994 | Humanitas-Preis                                  | Spielfilm                                                          | Steven Zaillian                                  | Gewonnen  |
| 1993 | Kansas City Film Critics Circle Award            | Bester Film                                                        |                                                  | Gewonnen  |
| 1993 | Kansas City Film Critics Circle Award            | Bester Regisseur                                                   | Steven Spielberg                                 | Gewonnen  |
| 1993 | Los Angeles Film Critics Association Award       | Bester Film                                                        |                                                  | Gewonnen  |
| 1993 | Los Angeles Film Critics Association Award       | Beste Kamera                                                       | Janusz Kaminski                                  | Gewonnen  |
| 1993 | Los Angeles Film Critics Association Award       | Bestes Produktionsdesign                                           | Allan Starski                                    | Gewonnen  |
| 1993 | Los Angeles Film Critics Association Award       | Bester Nebendarsteller                                             | Ralph Fiennes                                    | Nominiert |
| 1994 | Golden Reel Award                                | Bester Tonschnitt – ADR                                            |                                                  | Gewonnen  |
| 1994 | MTV Movie Award                                  | Bester Film                                                        |                                                  | Nominiert |
| 1994 | MTV Movie Award                                  | Beste durchschlagende Leistung                                     | Ralph Fiennes                                    | Nominiert |
| 1993 | NBR Award                                        | Bester Film                                                        |                                                  | Gewonnen  |
| 1993 | NBR Award                                        | Top-Ten-Filme                                                      |                                                  | Gewonnen  |
| 1994 | National Society of Film Critics Award           | Bester Film                                                        |                                                  | Gewonnen  |
| 1994 | National Society of Film Critics Award           | Bester Nebendarsteller                                             | Ralph Fiennes                                    | Gewonnen  |
| 1994 | National Society of Film Critics Award           | Bester Regisseur                                                   | Steven Spielberg                                 | Gewonnen  |
| 1994 | National Society of Film Critics Award           | Beste Kamera                                                       | Janusz Kaminski                                  | Gewonnen  |
| 1993 | New York Film Critics Circle Award               | Bester Film                                                        |                                                  | Gewonnen  |
| 1993 | New York Film Critics Circle Award               | Bester Nebendarsteller                                             | Ralph Fiennes                                    | Gewonnen  |
| 1993 | New York Film Critics Circle Award               | Bester Kameramann                                                  | Janusz Kaminski                                  | Gewonnen  |
| 1993 | New York Film Critics Circle Award               | Bester Regisseur                                                   | Steven Spielberg                                 | Nominiert |
| 1993 | New York Film Critics Circle Award               | Bestes Drehbuch                                                    | Steven Zaillian                                  | Nominiert |
| 1994 | P.E.N. Center USA West Literary Award            | Drehbuch                                                           | Steven Zaillian                                  | Gewonnen  |
| 1994 | Producers Guild of America Award                 | Bester Produzent                                                   | Steven Spielberg, Branko Lustig, Gerald R. Molen | Gewonnen  |
| 1994 | Political Film Society Award                     | Menschenrechte                                                     |                                                  | Gewonnen  |
| 1994 | Political Film Society Award                     | Exposé                                                             |                                                  | Nominiert |
| 1994 | USC Scripter Award                               |                                                                    | Thomas Keneally, Steven Zaillian                 | Gewonnen  |
| 1994 | Writers Guild of America Award                   | Bestes adaptiertes Drehbuch                                        | Steven Zaillian                                  | Gewonnen  |

## Preise aus dem Vereinigten Königreich
| Jahr | Preis                               | Kategorie                          | Preisträger                                      | Resultat  |
| ---- | ----------------------------------- | ---------------------------------- | ------------------------------------------------ | --------- |
| 1994 | British Academy Film Award          | Bester Nebendarsteller             | Ralph Fiennes                                    | Gewonnen  |
| 1994 | British Academy Film Award          | Bestes adaptiertes Drehbuch        | Steven Zaillian                                  | Gewonnen  |
| 1994 | British Academy Film Award          | Beste Kamera                       |                                                  | Gewonnen  |
| 1994 | British Academy Film Award          | Bester Schnitt                     | Michael Kahn                                     | Gewonnen  |
| 1994 | British Academy Film Award          | Bester Film                        | Steven Spielberg, Branko Lustig, Gerald R. Molen | Gewonnen  |
| 1994 | British Academy Film Award          | Bester Score                       | John Williams                                    | Gewonnen  |
| 1994 | British Academy Film Award          | David-Lean-Preis für Regie         | Steven Spielberg                                 | Gewonnen  |
| 1994 | British Academy Film Award          | Bester Schauspieler                | Liam Neeson                                      | Nominiert |
| 1994 | British Academy Film Award          | Bester Nebendarsteller             | Ben Kingsley                                     | Nominiert |
| 1994 | British Academy Film Award          | Bestes Kostümdesign                | Anna B. Sheppard                                 | Nominiert |
| 1994 | British Academy Film Award          | Bestes Make-up                     |                                                  | Nominiert |
| 1994 | British Academy Film Award          | Bestes Produktionsdesign           | Allan Starski                                    | Nominiert |
| 1994 | British Academy Film Award          | Bester Ton                         |                                                  | Nominiert |
| 1993 | Cinematography Award                | Beste Kamera                       | Janusz Kaminski                                  | Gewonnen  |
| 1995 | Evening Standard British Film Award | Bester Schauspieler                | Ben Kingsley                                     | Gewonnen  |
| 1995 | London Critics’ Circle Film Award   | Film des Jahres                    |                                                  | Gewonnen  |
| 1995 | London Critics’ Circle Film Award   | Regisseur des Jahres               | Steven Spielberg                                 | Gewonnen  |
| 1995 | London Critics’ Circle Film Award   | Britischer Schauspieler des Jahres | Ralph Fiennes                                    | Gewonnen  |
| 1995 | London Critics’ Circle Film Award   | Schauspieler des Jahres            | Liam Neeson                                      | Nominiert |
| 2010 | London Critics’ Circle Film Award   | 30th Year Anniversary Award        |                                                  | Nominiert |

## Preise aus anderen Ländern
| Jahr | Land        | Preis                                  | Kategorie                                                       | Preisträger                                      | Resultat  |
| ---- | ----------- | -------------------------------------- | --------------------------------------------------------------- | ------------------------------------------------ | --------- |
| 1994 | Australien  | AFI Award                              | Bester ausländischer Film                                       | Steven Spielberg, Branko Lustig, Gerald R. Molen | Nominiert |
| 1994 | Australien  | AFI Award                              | Bester ausländischer Film                                       | Steven Spielberg                                 | Nominiert |
| 1994 | Deutschland | Goldene Leinwand                       | Goldene Leinwand                                                |                                                  | Gewonnen  |
| 1994 | Deutschland | Goldene Leinwand                       | Goldene Leinwand mit Stern                                      |                                                  | Gewonnen  |
| 1994 | Deutschland | Jupiter                                | Bester internationaler Film                                     | Steven Spielberg                                 | Gewonnen  |
| 1994 | Deutschland | Jupiter                                | Bester internationaler Regisseur                                | Steven Spielberg                                 | Gewonnen  |
| 1995 | Frankreich  | César                                  | Bester ausländischer Film                                       | Steven Spielberg                                 | Nominiert |
| 1994 | Italien     | David di Donatello                     | Bester ausländischer Film                                       | Steven Spielberg                                 | Nominiert |
| 1995 | Italien     | Nastro d’Argento                       | Bester ausländischer Regisseur                                  | Steven Spielberg                                 | Nominiert |
| 1995 | Japan       | Japanese Academy Award                 | Bester ausländischer Film                                       |                                                  | Gewonnen  |
| 1994 | Japan       | Hochi                                  | Bester fremdsprachiger Film                                     | Steven Spielberg                                 | Gewonnen  |
| 1995 | Japan       | Kinema-Jumpō-Preis                     | Bester fremdsprachiger Film                                     | Steven Spielberg                                 | Gewonnen  |
| 1995 | Japan       | Mainichi Eiga Concours                 | Bester fremdsprachiger Film                                     | Steven Spielberg                                 | Gewonnen  |
| 1994 | Japan       | Nikkan Sports Film Award               | Bester ausländischer Film                                       |                                                  | Gewonnen  |
| 1994 | Norwegen    | Amanda                                 | Bester ausländischer Film                                       | Steven Spielberg                                 | Gewonnen  |
| 1995 | Schweden    | Guldbagge                              | Bester ausländischer Film                                       | Steven Spielberg                                 | Nominiert |
| 1995 | Spanien     | Círculo de Escritores Cinematográficos | Bester ausländischer Film                                       | Steven Spielberg                                 | Gewonnen  |
| 2020 | Deutschland | Deutscher Hörfilmpreis                 | Sonderpreis der Jury für die 2019 angefertigte Audiodeskription |                                                  | Gewonnen  |